# قائم الخمسين
قائم الخمسين هي إحدى قرى محافظة صامطة، وتقع شمال جاضع بني شبيل وجنوب قرية قائم العتنة، على ضفاف عقم الخمسين الذي نسب اسم القرية إليه، وتحف بها أشجار الذرة الرفيعة خاصة في موسم زراعته لتشكل ما يشبه شبه الجزيرة.